# 千日駅
千日駅（せんにちえき）は、かつて新潟県西蒲原郡味方村大字白根字千日下（現新潟市南区西白根字千日下）にあった新潟交通電車線の駅。

## 駅構造
単式ホーム1面1線の地上駅。無人駅。

## 歴史
- 1985年（昭和60年）12月7日 - 新潟交通の駅として開業[1]。
- 1999年（平成11年）4月5日 - 新潟交通電車線東関屋 - 月潟間廃線により廃駅となる。

## 駅跡
駅施設は全て撤去され、更地になっている。駅跡は周辺の線路跡と区別がつきにくく、運行当時の様子を知らなければ場所の特定は難しい。

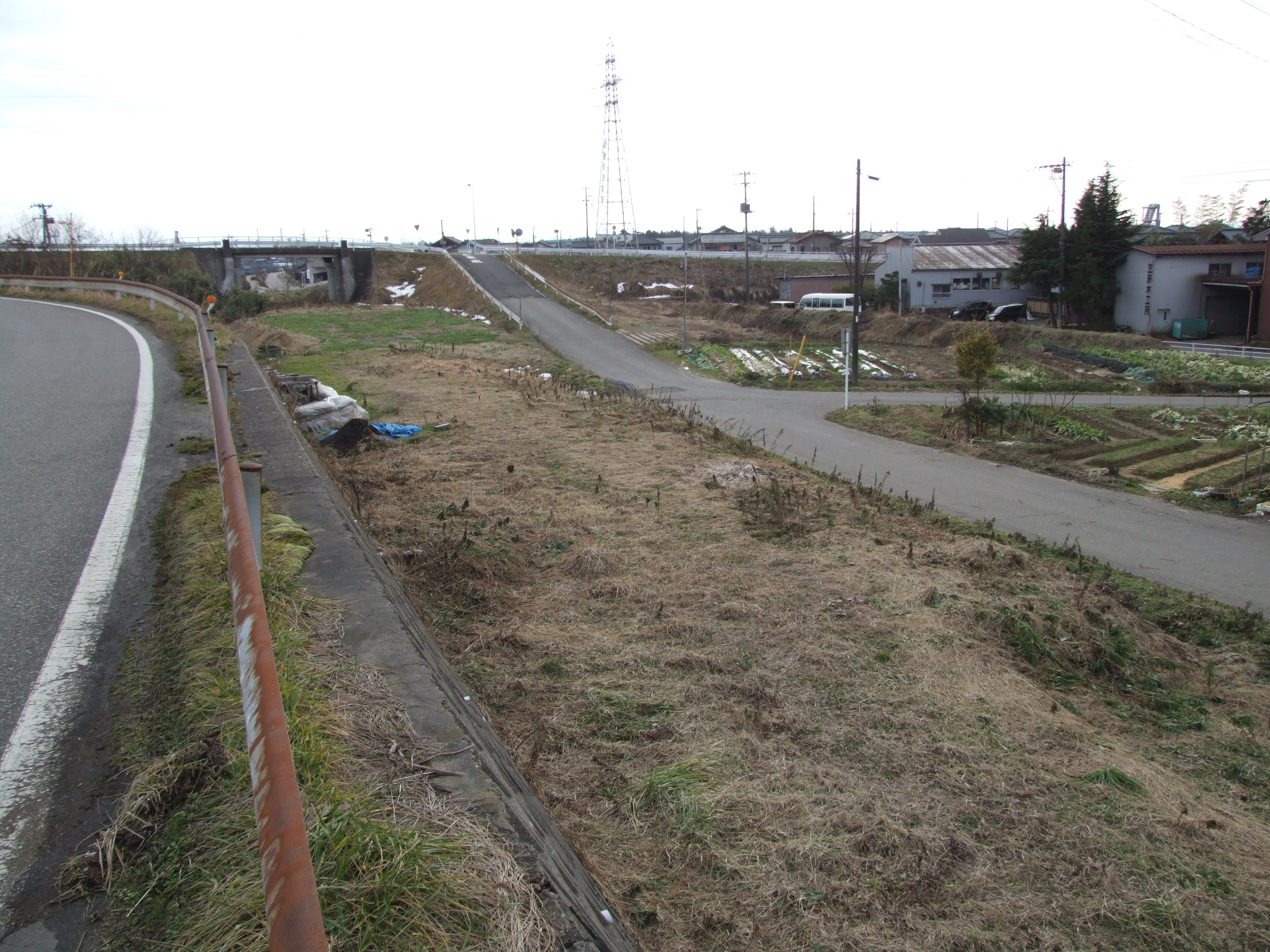
千日駅跡地付近の線路跡。曲側を望む。（2010年1月11日撮影）

## 隣の駅
新潟交通
電車線
白根駅 - 千日駅 - 曲駅